# Yvonne
Yvonne  è un nome proprio di persona italiano femminile.

## Varianti
- Femminili: Ivonne[1][2]
  - Ipocoristici: Ivon[2]

### Varianti in altre lingue
- Catalano: Ivona[3]
- Ceco: Ivona[4]
- Croato: Ivona[4]
- Danese: Yvonne[4]
- Francese: Yvonne[2][4]
- Inglese: Yvonne[4], Evonne[4]
  - Alterati: Ivonette[4]
- Macedone: Ivona[4]
- Norvegese: Yvonne[4]
- Olandese: Yvonne[4]
- Polacco: Iwona[4]
- Slovacco: Ivona[4]
- Spagnolo: Ivona[3]
- Svedese: Yvonne[4]
- Tedesco: Yvonne[4], Ivonne[4]

## Origine e diffusione

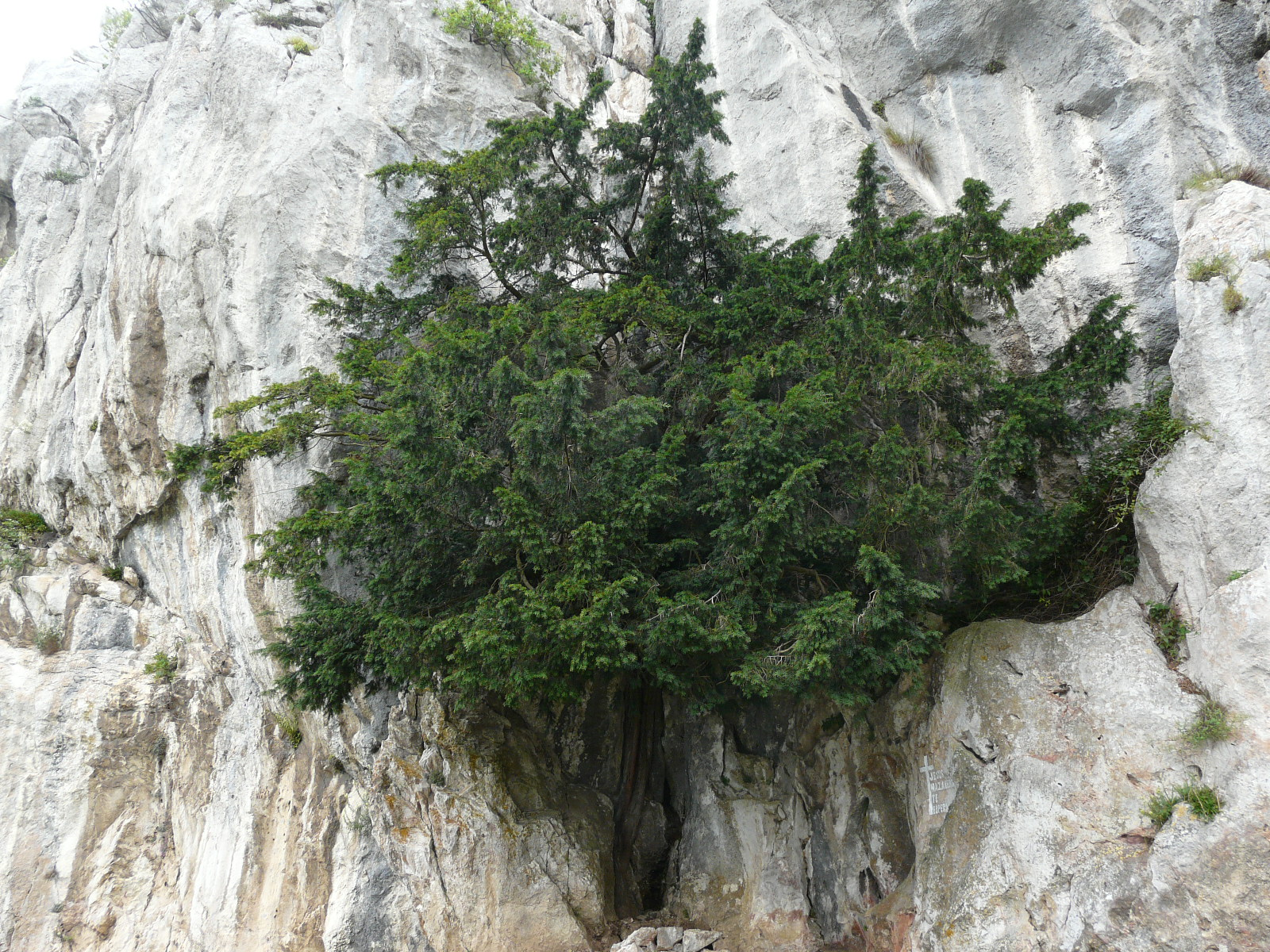
Esemplare di tasso (Taxus baccata) inerpicato sul Monsacro (Asturie)

È una forma femminile del francese Yvon, a sua volta diminutivo di Yves, la forma francese medievale di Ivo. Ivo deriva dall'elemento germanico iv (o da una parola celtica imparentata), che indica l'albero del tasso.
In Italia è la variante femminile di Ivo più diffusa. In inglese Yvonne è in uso sin dalla fine del XIX secolo.

## Onomastico
Non ci sono sante che portano il nome Yvonne, che è quindi adespota: l'onomastico cade pertanto il 1º novembre, festa di Ognissanti, ma viste le origini comuni con Ivo, si può festeggiarlo il suo stesso giorno (cioè 24 aprile, 19 maggio o 23 dicembre, in memoria rispettivamente di sant'Ivo di Ramsey, sant'Ivo Hélory e sant'Ivo di Chartres).

## Persone

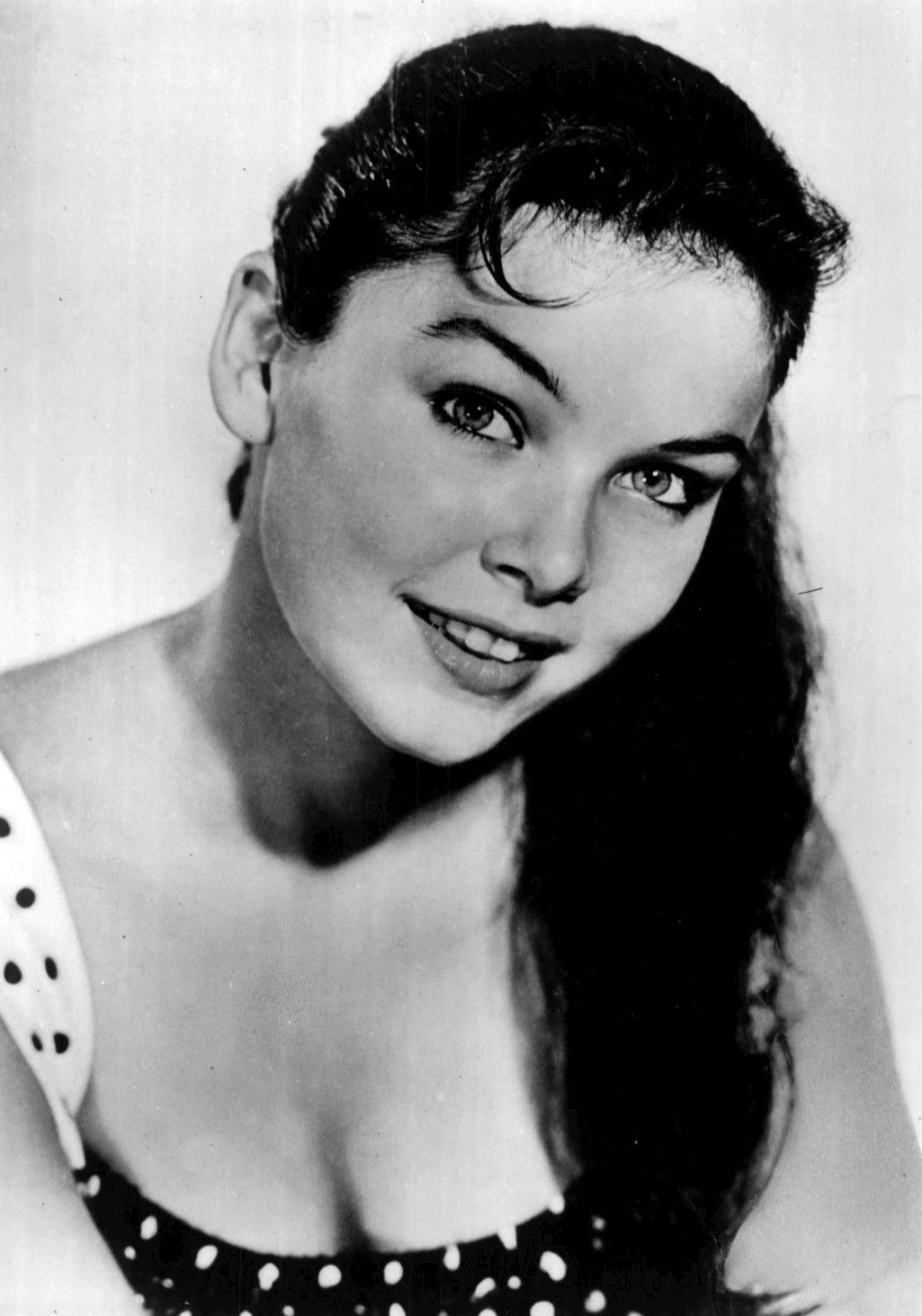
Yvonne Craig

- Yvonne Blake, costumista e attrice spagnola
- Yvonne Catterfeld, cantautrice e attrice tedesca
- Yvonne Craig, attrice e ballerina statunitense
- Yvonne De Carlo, attrice canadese naturalizzata statunitense
- Yvonne de Gaulle, first lady francese
- Yvonne Elliman, cantante e attrice statunitense
- Yvonne Furneaux, attrice francese
- Yvonne Meusburger, tennista austriaca
- Yvonne Rüegg, sciatrice alpina svizzera naturalizzata italiana
- Yvonne Sanson, attrice greca naturalizzata italiana
- Yvonne Sciò, attrice e modella italiana
- Yvonne Strahovski, attrice australiana

### Variante Ivonne
- Ivonne Coll, attrice portoricana
- Ivonne Schönherr, attrice tedesca
- Ivanne Trebbi, politica italiana

### Variante Iwona
- Iwona Kowalewska, pentatleta polacca

## Il nome nelle arti
- Yvonne è un personaggio del film del 2011 Quasi amici - Intouchables, diretto da Olivier Nakache ed Éric Toledano.
- La principessa Ivonne è un personaggio del romanzo di Maria Augusta Trapp La famiglia Trapp; ella è ripresa anche nella serie televisiva animata Cantiamo insieme, ispirata al romanzo.
- Yvonne la Nuit è un personaggio dell'omonimo film del 1949, diretto da Giuseppe Amato.
- Yvonne e Christine Lerolle al piano è il titolo di un dipinto di Pierre-Auguste Renoir.